# Circunstâncias atenuantes
Circunstâncias atenuantes da pena são fatores que atenuam (melhoram) a condição do réu através de uma conduta que o mesmo praticou antes ou durante a tramitação do processo.

## A lei brasileira
Circunstâncias atenuantes
Artigo 65 - São circunstâncias que sempre atenuam a pena: 
I - ser o agente menor de vinte e um, na data do fato, ou maior de setenta anos, na data da sentença; 
II - o desconhecimento da lei; 
III - ter o agente: 
a) cometido o crime por motivo de relevante valor social ou moral; 
b) procurado, por sua espontânea vontade e com eficiência, logo após o crime, evitar-lhe ou minorar-lhe as conseqüências, ou ter, antes do julgamento, reparado o dano; 
c) cometido o crime sob coação a que podia resistir, ou em cumprimento de ordem de autoridade superior, ou sob a influência de violenta emoção, provocada por ato injusto da vítima; 
d) confessado espontaneamente, perante a autoridade, a autoria do crime; 
e) cometido o crime sob a influência de multidão em tumulto, se não o provocou.

### Bibliográficas
- JESUS, Damásio E. de; Volume 1: Parte Geral; São Paulo: Saraiva, 2005